# Violin
Violin – album muzyczny amerykańskiego zespołu Oregon, grającego jazz i world music, nagrany wspólnie z polskim skrzypkiem Zbigniewem Seifertem. LP nagrany w 1977, wydany przez wytwórnię Vanguard w 1978. Reedycja na CD w 2002 (Comet Records/Univers, Włochy).
Muzycy zespołu Oregon i Seifert spotkali się na terenie Francji, gdzie razem koncertowali. Po decyzji o utrzymaniu i rozszerzeniu współpracy (trwała ok. 3 lat) doszło do powstania płyty Violin, na której Seifert figuruje nie jako zaproszony gość, lecz wymieniony jest w składzie zespołu. 

## Lista utworów
Strona A
| 1. | „Violin” (Group Improvisations) (Oregon) | 15:34 |
|    |                                          |       |
| 2. | „Serenade” (Ralph Towner)                | 2:11  |
|    |                                          |       |
|    |                                          | 17:45 |
|    |                                          |       |
Strona B
| 1. | „Raven's Wood” (Ralph Towner)         | 9:37  |
|    |                                       |       |
| 2. | „Flagolet” (Glen Moore)               | 5:15  |
|    |                                       |       |
| 3. | „Friend of the Family” (Ralph Towner) | 4:39  |
|    |                                       |       |
|    |                                       | 19:31 |
|    |                                       |       |

## Twórcy
- Paul McCandless – klarnet basowy, obój
- Glen Moore – kontrabas
- Zbigniew Seifert – skrzypce
- Ralph Towner – fortepian (w utworze „Raven's Wood”), gitara 12–strunowa, gitara klasyczna
- Collin Walcott – instrumenty perkusyjne, fortepian (w utworze „Flagolet”), tabla
- Oregon – produkcja muzyczna
- Charles Repka, Captain Jeff Zaraya – inżynieria dźwięku